# Editorial Lumen
Lumen és una editorial en llengua castellana del grup Penguin Random House Grupo Editorial, propietat de la multinacional Bertelsmann. Va ser dirigida durant 40 anys per Esther Tusquets a Barcelona.

## Història
Joan Tusquets, que durant la Guerra Civil espanyola havia creat una editorial a Burgos, va fundar Lumen a Barcelona un cop finalitzat el conflicte. Després la va vendre al seu germà Magí que la va comprar per a la seva filla Esther, que va assumir-ne la direcció. El 1996, Esther Tusquets va vendre l'editorial a la multinacional Bertelsmann.
María Fasce, directora editorial de Lumen, va declarar amb motiu del 60è aniversari de l'editorial, que Lumen va ser «una de les primeres a donar importància a la literatura escrita per dones a través de Virginia Woolf o Djuna Barnes, així com a la poesia amb Pablo Neruda, Rafael Alberti, Alejandra Pizarnik o Jaime Gil de Biedma, i a la gràfica, atès que el segell es va consolidar econòmicament a la dècada del 1970 gràcies a la inoblidable Mafalda de Quino».